# 黎庸
黎庸（1424年—？年），字通理，交阯承宣布政使司交州府清威縣人，明朝政治人物。
順天府鄉試第五十名舉人，景泰五年甲戌科第三甲第五十二名進士。